# Clearview (album)
Clearview è il settimo album in studio del gruppo musicale finlandese Poets of the Fall, pubblicato nel 2016.

## Tracce
1. Drama for Life – 3:26
2. The Game – 4:45
3. The Child in Me – 3:51
4. Once Upon a Playground Rainy – 3:36
5. Children of the Sun – 4:53
6. Shadow Play – 4:05
7. Center Stage – 4:05
8. The Labyrinth – 3:46
9. Crystalline – 3:44
10. Moonlight Kissed – 4:05